# Dvärgnattljus
Dvärgnattljus (Oenothera perennis) är en dunörtsväxtart som beskrevs av Carl von Linné. Dvärgnattljus ingår i släktet nattljussläktet, och familjen dunörtsväxter. Inga underarter finns listade i Catalogue of Life.

## Bildgalleri

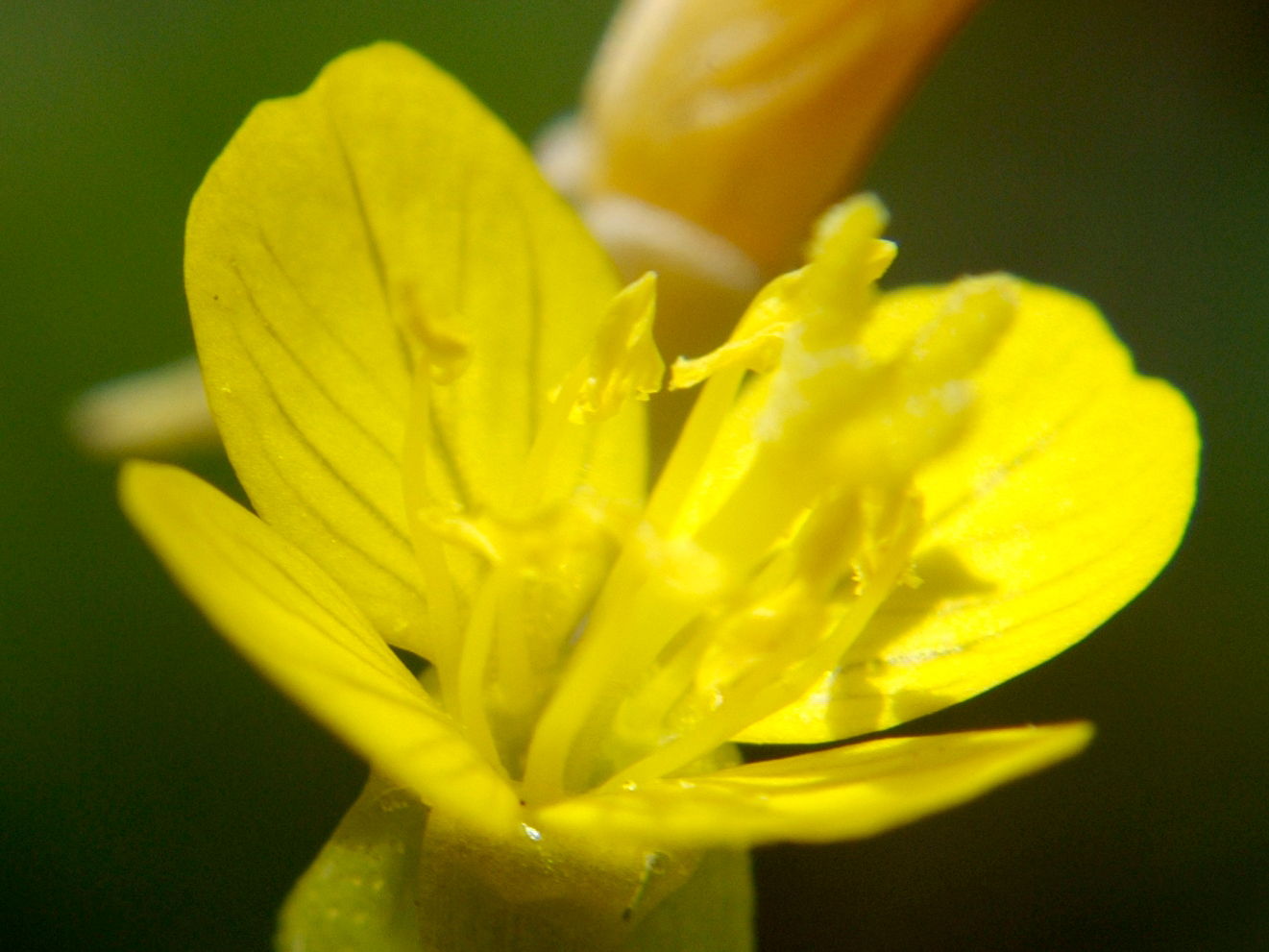
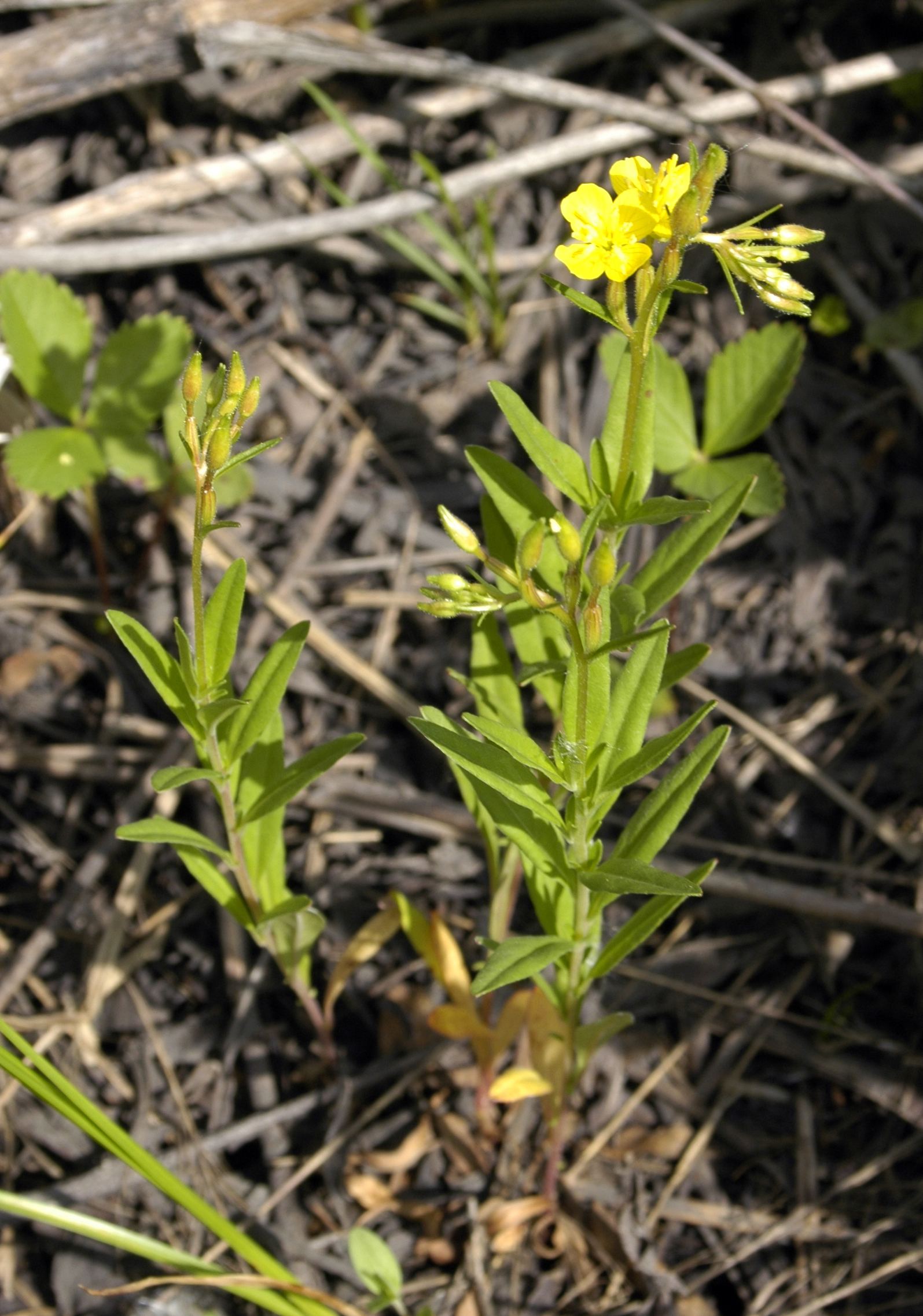
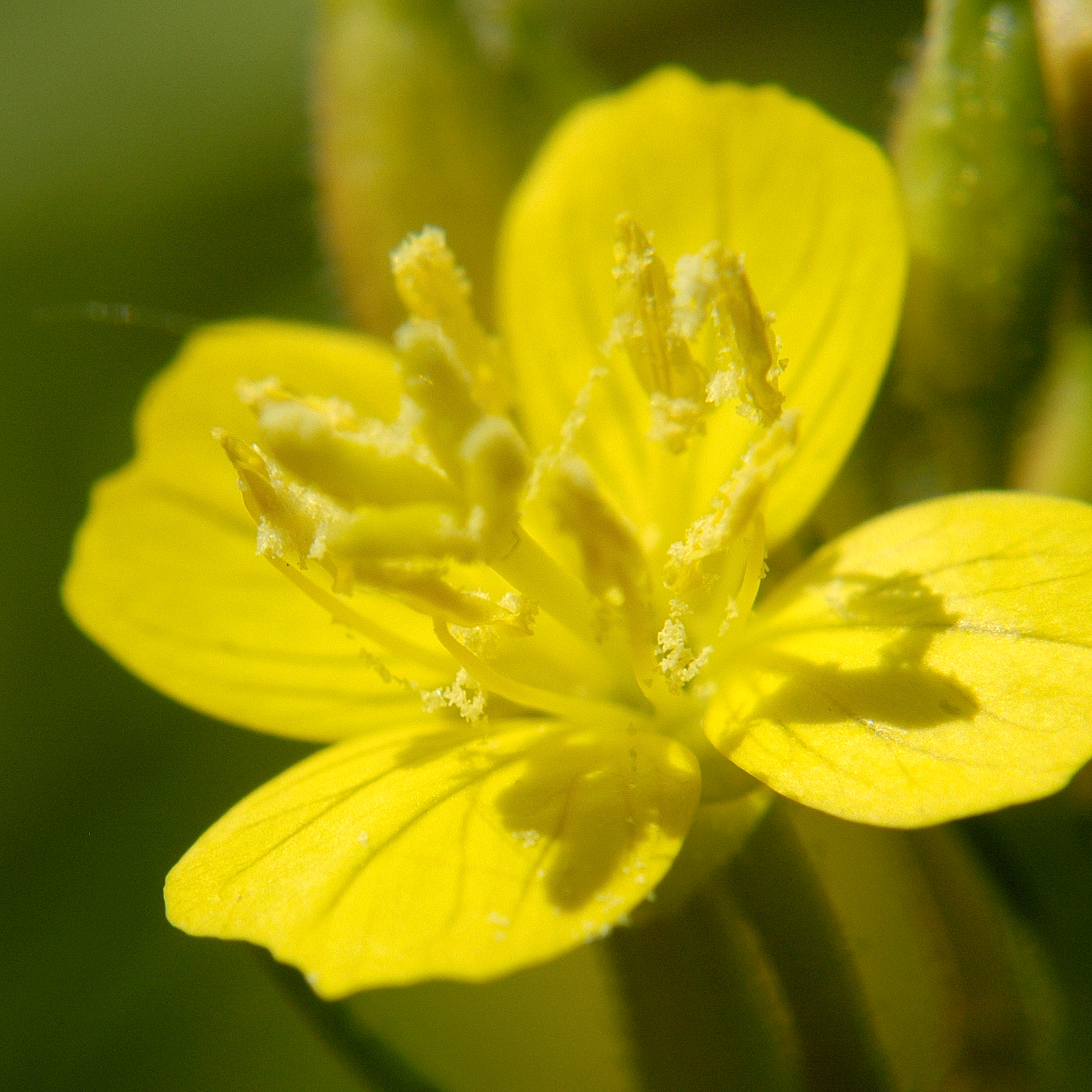
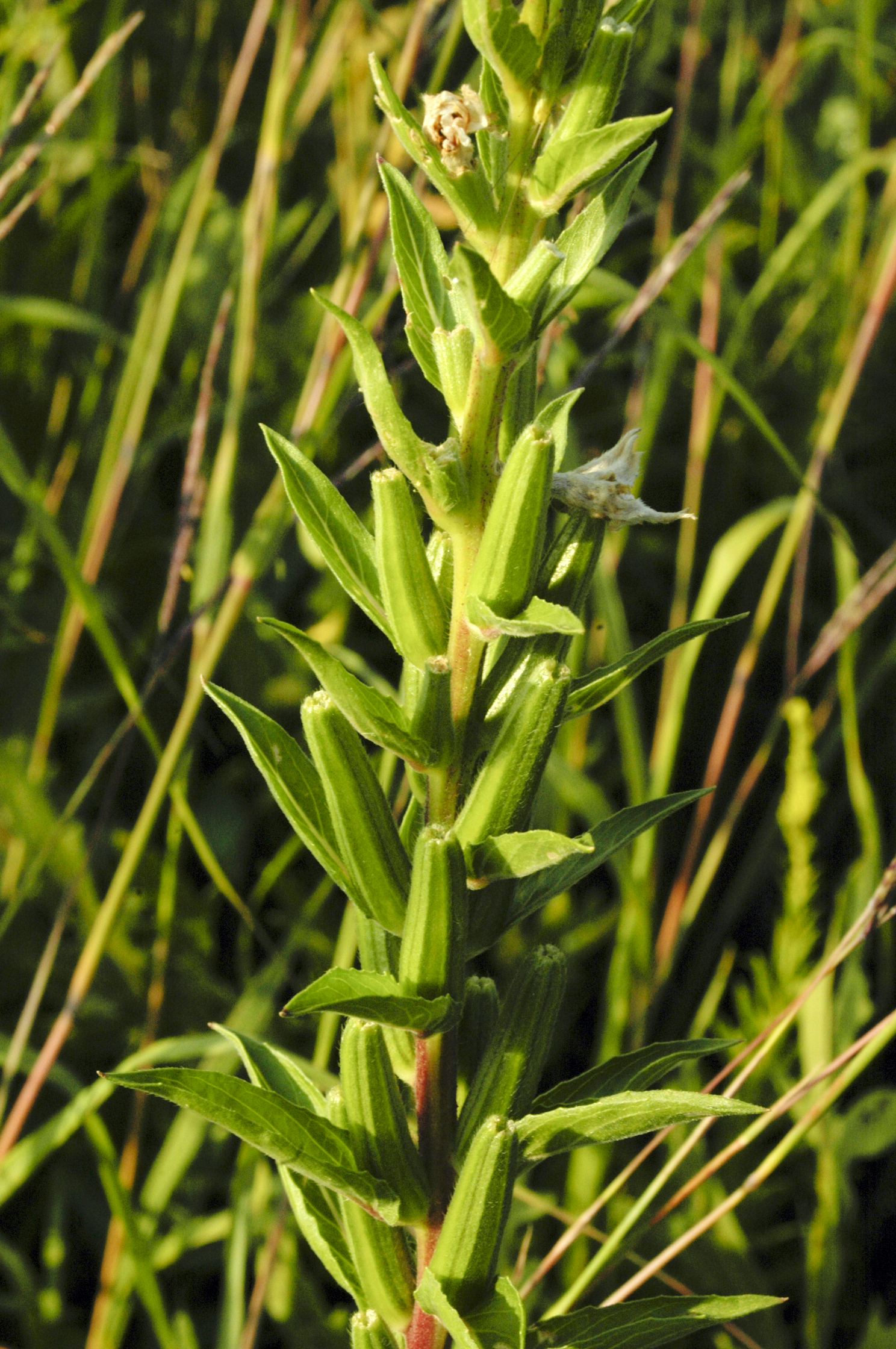